# Deyoces
Deyoces, Deioces, Déjocès, Daiakku, Deiokes o Diyako (709 a. C. – 656 a. C.) fue un príncipe y el primer rey de los medos. Unificó a siete tribus medas y se convirtió en su juez y líder, a partir del año 701 a. C. Después de siete años de gobierno dimitió, y los medos lo eligieron como rey hasta el año 665 a. C. Deyoces construyó un palacio en la capital, Ecbatana, hoy conocida como Hamadán. La historia de su elevación al poder se narra en el Libro I de Las historias de Heródoto.
Fue probablemente hijo de Ciaxares, príncipe de los medos antes y después de 714 a. C., y él, a su vez, probablemente era hijo de otro Deyoces, un príncipe de los medos que fue deportado a Asiria en el año 715 a. C.
Contribuyó a erradicar el despotismo en Asia Menor (Hoy noroeste de Irán).             Gobernó durante 53 años, extendió el imperio medo y estableció las bases de lo que más tarde, bajo el reinado de su tataranieto Ciro, sería el imperio Persa.